# Farkasfalvy Dénes
Farkasfalvy Dénes, Denis Farkasfalvy (Székesfehérvár, 1936. június 23. – Dallas, 2020. május 21.) ciszterci apát, a Dallasi ciszterci apátság nyugalmazott apátja, teológus, a Pápai Biblikus Bizottság tagja, nemzetközi hírű Szentírás-szakértő.

## Élete
Apja gépészmérnök, édesanyja egy fehérvári kereskedő lánya volt. Három nagyobbik testvére született. A papi hivatás mellett a II. világháború hatására döntött. Példaképe Kaszap István szent életű jezsuita novícius volt, aki ciszterci gimnáziumban végzett. 1948. június 16-án kelt a nem állami iskolák és nevelő intézmények állami tulajdonba és irányításba vétele című törvény alapján, a legtöbb egyházi iskolát államosították, így a megmaradt bencés Pannonhalmán lett diák. Érettségi után politikai okok miatt nem lehetett bölcsészhallgató, ezért az Eötvös Loránd Tudományegyetemre felvételizett, s jogot tanult. 1955. március 19-én titokban kezdte el ciszterci novíciusi képzését. Az 1956-os forradalmat követően harmadéves jogászként és fogadalmas szerzetesként elöljárói tanácsára Ausztrián keresztül Rómába disszidált.
Rómában a ciszterciek központi házában fogadták be, tanulmányait bencések Pápai Szent Anzelm Egyetemén végezte. 1960. szeptember 18-án Ausztriában, a lilienfeldi ciszterci apátságban tett örökfogadalmat. Ugyanitt szentelték pappá 1961. július 9-én. 1962-ben védte meg a teológiai doktori értekezését, melyben Szent Bernáttal foglalkozik: L’inspiration de l’Écriture Sainte dans la théologie de saint Bernard (Herder, 1964).
1962-ben elöljárói Dallasba küldték, az akkor alakult Dallasi ciszterci apátságba. 12 éven át volt a Cistercian Prepschool igazgatója (1962–74 és 1975–81 között). Matematikai képzettséget szerzett és 1965-től haláláig matematikát oktatott. 1988 és 2012 között dallasi ciszterci közösség apátja.
Megbízatása alatt a római Pápai Biblikus Intézetben biblikus licenciátust szerzett. 2002-ben II. János Pál pápa a Pápai Biblikus Bizottság tagjává nevezte ki; e megbízást XVI. Benedek pápa 2008-ban újabb hat évre meghosszabbította. Az immár 104 éve működő bizottságnak Farkasfalvy Dénes az első, s a mai napig egyetlen magyar tagja.
Széles körű irodalmi munkássága során mintegy húsz könyve jelent meg, főként angol és magyar nyelven. Bibliográfiájában 115 cím szerepel, 43 angol és 72 magyar nyelvű munka.
Jelentős a műfordítói tevékenysége. A zsinati megújulást követő liturgiareform keretében a római breviáriumot a latin nyelvű himnuszok teljesebb és kritikailag helyreállított szövegeivel gazdagította.
1991–92-ben irányításával épült fel a Dallas-i apátság temploma, amely sokban hasonlít Bélapátfalva elnéptelenedett ciszterci apátsági templomára. 75. születésnapján elérte a kánoni kort, amely miatt lemondott apáti tisztségéről. A ciszterci közösség P. Peter Verhalent választotta meg utódjául.
2020 májusában a koronavírus-világjárvány következtében hunyt el. 25-én, magyar idő szerint 21 órakor a dallas-i apátsági templomban helyezték örök nyugalomra.

## Művei
- L’inspiration de l’Écriture Sainte dans la théologie de saint Bernard; Herder, Róma, 1964
- Bevezetés a szentírástudományba; Tip. Detti, Róma, 1976 (Teológiai kiskönyvtár)
- A lelki élet teológiája; Tip. Detti, Róma, 1980 (Teológiai kiskönyvtár)
- A Római levél. Bevezetés, fordítás és magyarázat; Prugg, Eisenstadt, 1983
- Himnuszok. Válogatás a Római Breviárium himnuszaiból; összeáll., ford., bev., jegyz. Farkasfalvy Dénes; Szt. István Társulat, Bp., 1984
- Testté vált szó. Evangélium Szent János szerint. Fordítás, jegyzetek és magyarázat, 1-3.; Prugg, Eisenstadt, 1986–1989
- Rilke nyomában (műfordítások), Apostoli Szentszék, 1990 (letölthető)
- Bevezetés az újszövetségi szentírás könyveihez. Szent István Társulat, Budapest, 1995, ISBN 9633607698 (letölthető)
- A lelki élet teológiája; Agapé–Távlatok, Szeged–Bp., 1995 (Teológiai zsebkönyvek)
- Istenélmény a Zsoltárokban, Vigilia, 2003. szeptember, október (letölthető)
- Zsoltároskönyv, Szent István Társulat, Budapest, 2006
- Himnuszok, Szent István Társulat, Budapest, 2010
- Inspiration and Interpretation, Theological Introduction to the Bible (Sugalmazás és értelmezés. Teológiai bevezetés a Szentírásba) Washington D.C., 2010
- Tartós otthont keresvén. A ciszterciek története Texasban. Apátság és iskola; ford. Marton Bernát; Ciszterci Diák és Cserkész Alapítvány, Budapest, 2021

## Díjai, elismerései
- Stephanus-díj (2010)
- A Magyar Érdemrend középkeresztje (2012)
- Gnilka-díj (2013)